# 니시아라이다이시니시역
니시아라이다이시니시역(일본어: 西新井大師西駅)은 일본 도쿄도 아다치구에 있는 도쿄 도 교통국 닛포리·도네리 라이너의 역이다. 역 번호는 09이다. 북쪽의 야자이케 역과 함께 아다치 구의 역으로는 가장 서쪽에 있다.
역명의 거리, 니시아라이다이시의 서쪽에 위치하지만 도보로 20분 거리에서 1km가량 떨어져 있다. 니시아라이다이시는 도부 철도 다이시 선 다이시마에 역과 가깝다.

## 역사
- 2008년 3월 30일: 영업 개시.

## 역 구조
섬식 승강장 1면 2선의 고가역이다. 스크린도어가 설치되어 있다.

### 승강장
| 번호 | 노선                   | 행선                      |
| ---- | ---------------------- | ------------------------- |
| 1    | ■ 닛포리·도네리 라이너 | 미누마다이신스이코엔 방면 |
| 2    | ■ 닛포리·도네리 라이너 | 닛포리 방면               |

## 역 주변
- 고호쿠 6초메 단지
- 아다치 고호쿠 우체국
- 아다치 구립 시카하마고시키자쿠라 초등학교
- 아다치 구립 니시아라이 중학교
- 가미누마타히가시 공원
- 아다치후지미 공원
- 니시아라이다이시 소지 절
- 도쿄 도도 제318호선
- PC DEPOT 니시아라이점
- 벨크스 니시아라이니시점

## 사진

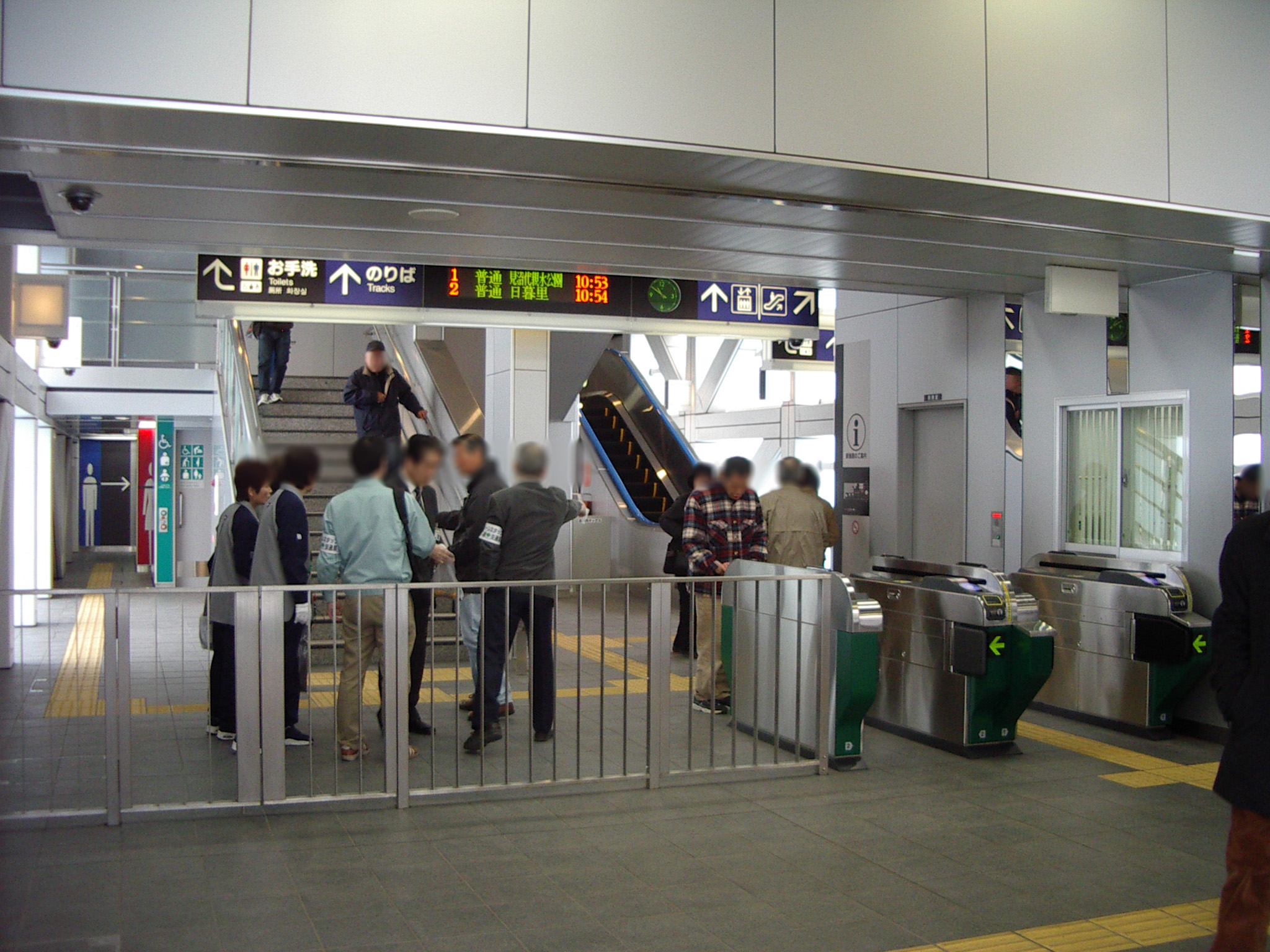
개찰구

## 인접역
| 도쿄 도 교통국 ■ 닛포리·도네리 라이너 | 도쿄 도 교통국 ■ 닛포리·도네리 라이너 | 도쿄 도 교통국 ■ 닛포리·도네리 라이너   |
| ------------------------------------- | ------------------------------------- | --------------------------------------- |
| NT08 고호쿠 닛포리 방면               |                                       | 야자이케 NT10 미누마다이신스이코엔 방면 |